# شبه حافريات
شبه حافريات (الاسم العلمي: Paenungulata) (من اللاتينية paene "شبه أو تقريبا" + ungulātus "ذو حافر")، فرع حيوي من "ذوات الحوافر الفرعية"، والذي يجمع ثلاث رتب من الثدييات الموجودة (الحية): الخرطوميات (بما في ذلك الفيلة)، الخيلانيات (أبقار البحر، بما في الأطوم وخراف البحر)، والوبريات. هناك رتبتان محتملتان على الأقل تُعرفان من الأحفوريات، وهما شبيهات الكركدن والمدعمات.
تشير الأدلة الجزيئية إلى أن شبه الحافريات (أو على الأقل أعضائها الموجودين "الأحياء") هم جزء من مجموعة وحشيات إفريقية، وهي تجمع قديم من الثدييات الإفريقية بشكل رئيسي ذات التنوع الكبير. الأعضاء الآخرون في هذه المجموعة هي رتب زبابيات إفريقية (مدال والعسربيات)، زبابيات الفيل وأنبوبيات الأسنان.
من بين الرتب الخمسة، الوبر هو الأكثر تجذر، يليه شبهيات الكركدن؛ ترتبط الرتب المتبقية (الخيلانيات والأفيال) ارتباطًا وثيقًا. جُمعت هذه التصنيفات الثلاثة الأخيرة تحت اسم وحشيات بحر تيثس، لأنه يُعتقد أن أسلافهم المشتركين عاشوا على شواطئ بحر تيثس في عصور ما قبل التاريخ؛ ومع ذلك، تشير دراسات الميوغلوبين الحديثة إلى أنه حتى الوبريات كانت لها سلف مائي.